# Lista președinților Statelor Unite ale Americii după timpul exercitării funcției

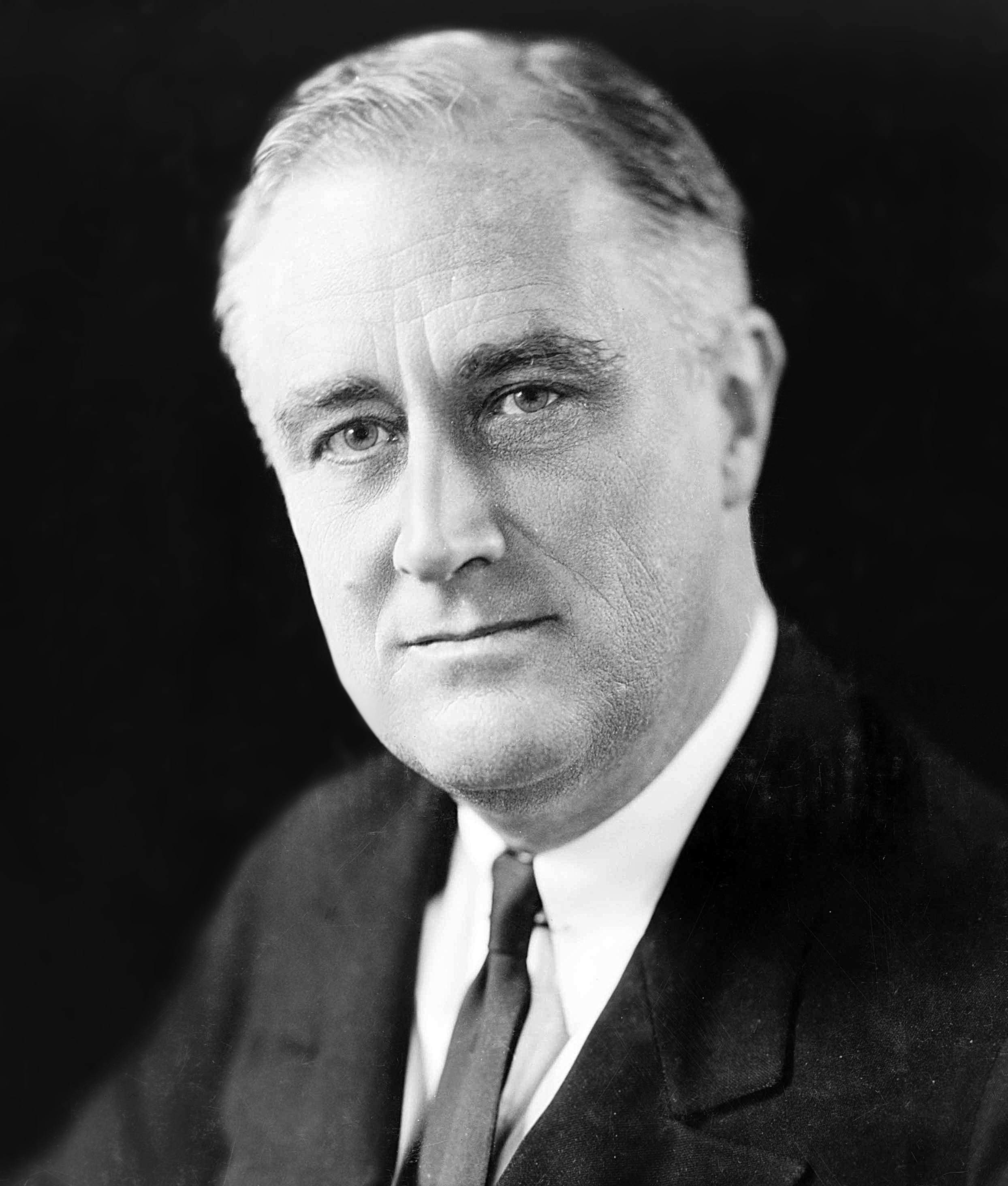
Cel mai lung mandat
4.422 de zile
Franklin Delano Roosevelt
din 1933 până în 1945

Această pagină este o listă a președinților Statelor Unite ale Americii după timpul petrecut în funcție.  Acest calcul se bazează pe diferența dintre datele de încetare a funcției și de preluare a funcției.  Dacă s-ar lua în calcul atât ziua preluării mandatului cât și ziua încetării mandatului, toate aceste perioade ar fi mai mari cu o zi, cu excepția președintelui Grover Cleveland care ar avea două zile în plus, pentru că acesta a fost președinte de două ori neconsecutiv.  (Similar, a se observa că listele papilor utilizează în calcul zilele calendaristice.) 
Dick Cheney și, respectiv, George H. W. Bush au servit fiecare ca președinte în exercițiu pentru o fracțiune a unei zile atunci când președinții ai căror vicepreședinți erau - George W. Bush, respectiv Ronald Reagan - au fost supuși unor proceduri medicale care presupuneau pierderea temporară a cunoștinței; aceste intervale de timp nu au fost luate în calcul. 
| Ordine în funcție | Președinte              | Lungime în zile | Ordonare după lungimea termenului |
| ----------------- | ----------------------- | --------------- | --------------------------------- |
| 32                | Franklin D. Roosevelt   | 4.422           | 1                                 |
| 3                 | Thomas Jefferson        | 2.922           | 2                                 |
| 4                 | James Madison           | 2.922           | 2                                 |
| 5                 | James Monroe            | 2.922           | 2                                 |
| 7                 | Andrew Jackson          | 2.922           | 2                                 |
| 18                | Ulysses S. Grant        | 2.922           | 2                                 |
| 22 și 24          | Grover Cleveland        | 2.922           | 2                                 |
| 28                | Woodrow Wilson          | 2.922           | 2                                 |
| 34                | Dwight Eisenhower       | 2.922           | 2                                 |
| 40                | Ronald Reagan           | 2.922           | 2                                 |
| 42                | Bill Clinton            | 2.922           | 2                                 |
| 43                | George W. Bush          | 2.922           | 2                                 |
| 44                | Barack Obama            | 2.922           | 2                                 |
| 1                 | George Washington       | 2.865           | 14                                |
| 33                | Harry S. Truman         | 2.840           | 15                                |
| 26                | Theodore Roosevelt      | 2.728           | 16                                |
| 30                | Calvin Coolidge         | 2.041           | 17                                |
| 37                | Richard Nixon           | 2.027           | 18                                |
| 36                | Lyndon B. Johnson       | 1.886           | 19                                |
| 45 și 47          | Donald Trump            | 1.654           | 20                                |
| 25                | William McKinley        | 1.654           | 21                                |
| 16                | Abraham Lincoln         | 1.503           | 22                                |
| 6                 | John Quincy Adams       | 1.461           | 23                                |
| 8                 | Martin Van Buren        | 1.461           | 23                                |
| 11                | James Knox Polk         | 1.461           | 23                                |
| 14                | Franklin Pierce         | 1.461           | 23                                |
| 15                | James Buchanan          | 1.461           | 23                                |
| 19                | Rutherford B. Hayes     | 1.461           | 23                                |
| 23                | Benjamin Harrison       | 1.461           | 23                                |
| 27                | William Howard Taft     | 1.461           | 23                                |
| 31                | Herbert Hoover          | 1.461           | 23                                |
| 39                | Jimmy Carter            | 1.461           | 23                                |
| 41                | George H. W. Bush       | 1.461           | 23                                |
| 46                | Joe Biden               | 1.461           | 23                                |
| 2                 | John Adams              | 1.460           | 35                                |
| 10                | John Tyler              | 1.430           | 36                                |
| 17                | Andrew Johnson          | 1.419           | 37                                |
| 21                | Chester Alan Arthur     | 1.262           | 38                                |
| 35                | John F. Kennedy         | 1.036           | 39                                |
| 13                | Millard Fillmore        | 969             | 40                                |
| 38                | Gerald Ford             | 895             | 41                                |
| 29                | Warren Gamaliel Harding | 881             | 42                                |
| 12                | Zachary Taylor          | 492             | 43                                |
| 20                | James Abram Garfield    | 199             | 44                                |
| 9                 | William Henry Harrison  | 31              | 45                                |

1. ↑  Președinte în funcție. Valoarea este calculată "la zi" și cuprinde perioada primului mandat.

## Date statistice
- Franklin D. Roosevelt va rămâne permanent în capul listei dacă cel de-al 22-lea Amendament al Constituției nu va fi modificat sau abrogat (acesta prevede că un președinte nu poate servi mai mult de 10 ani - două mandate plus 2 ani dacă a preluat funcția în timpul mandatului altui președinte). El a servit trei mandate complete (dintre care unul a fost ceva mai scurt) și a decedat la începutul celui de-al patrulea. A fost primul președinte instalat în funcție pe 20 ianuarie (în 1937, prin cel de-al 20-lea Amendament al Constituției, „Ziua inaugurării” a fost mutată de pe 4 martie pe 20 ianuarie).
- 13 președinți au servit două mandate complete. Dintre aceștia, George Washington a avut un prim mandat mai scurt, fiind instalat în funcție cu oarecare întârziere.
- 4 președinți au servit un rest din mandatul predecesorilor lor, plus un mandat complet: Harry S. Truman, Theodore Roosevelt, Calvin Coolidge și Lyndon B. Johnson.
- 13 președinți au servit un mandat complet. Dintre aceștia, John Adams a avut mandatul mai scurt cu o zi, din cauza inexistenței anului bisect în perioada respectivă.
- 5 președinți au servit un rest din mandatul predecesorilor lor: John Tyler, Andrew Johnson, Chester Alan Arthur, Millard Fillmore și Gerald Ford.
- 4 președinți au fost asasinați: Abraham Lincoln și William McKinley în timpul celui de-al doilea mandat, James Abram Garfield și John F. Kennedy în timpul primului lor mandat.
- Un singur președinte a demisionat: Richard Nixon (în timpul celui de-al doilea mandat).
- 4 președinți au decedat din cauze naturale (boală) în timpul exercitării funcției: William Henry Harrison (la numai o lună de la preluarea mandatului), Zachary Taylor, Warren Gamaliel Harding (ambii la primul mandat) și Franklin D. Roosevelt (la al patrulea mandat).